# Кара-Терек
Кара-Терек (рос. Кара-Терек) — аул у Мар'яновському районі Омської області Російської Федерації.
Належить до муніципального утворення Васильєвське сільське поселення. Населення становить 307 осіб.

## Історія
Згідно із законом від 30 липня 2004 року органом місцевого самоврядування є Васильєвське сільське поселення.

## Населення
| 2010 |
| ---- |
| 307  |